# Николай Петков (писател)
Вижте пояснителната страница за други личности с името Николай Петков.
Николай Петков е български писател и свещеник.

## Биография
Роден е на 15 юли 1971 г. във Велико Търново. От 1989 до 1995 г. учи във Великотърновския университет. Учи едновременно българска филология, философия и богословие. Между 1998 и 2000 г. преподава антична философия във философския факултет на ВТУ „Св. св. Кирил и Методий“. По това време написва книгите „Архе“ – сборник за Антична и Средновековна култура и „Божествените имена във философията на Прокъл Диадох“. Доктор е по история на литературата, с дисертацията на тема „Образите на пътя и възрожденския наратив“.
През 2002 г. е ръкоположен от великотърновския митрополит Григорий. От края на 2003 г. е свещеник във Варненска епархия, в храм „Свети пророк Илия“ в квартал Дивдядово, Шумен.
Има две деца – Велислава и Йоан.
| „         | Николай Петков е от изчезналото коляно на енциклопедистите. Той разбира от философия, от богословие, от поезия, от градоустройство, от кварки, от иконопис, от вино, от шах, от футбол, от мистерии и загадки. Николай Петков притежава и дара на свещенството – той е православен свещеник в шуменския квартал Дивдядово. | “ |
| Деян Енев | |   |

## Творчество
- „ Нова всеобща история на безчестието“ – поезия (1997)
- „Химни и монодии“ – поезия (2005)
- „Стадионът на Старата госпожа“ – роман (2012)[2][3]
- „Кирил и Хипатия“ – роман (2013)[4]
- „Борхес и другите – там“ – роман (2017)
- „Тук, с Гогол“ – роман (2019)
- „Шахматни етюди или 32 бели полета“ – повест (2021)
- „Когато бях Хемингуей“ – повест (2022)
- "Шахматни етюди или 32 черни полета" - разкази (2023)
- "Малка книга за малките пророци" - научна монография (2024)